# Élections législatives éthiopiennes de 2021
Les élections législatives éthiopiennes de 2021 ont lieu le 21 juin 2021 afin de renouveler les membres de la Chambre des représentants des peuples de Éthiopie. Initialement prévues pour le 29 août 2020, les élections sont reportées en raison de la pandémie de COVID-19 qui touche alors le pays.
Les élections provoquent une effervescence politique du fait de la volonté du Premier ministre Abiy Ahmed d'organiser un scrutin libre et démocratique, le premier de l'histoire du pays. Le scrutin se tient cependant en pleine Guerre du Tigré opposant l'armée éthiopienne au gouvernement régional du Tigré en rébellion contre le gouvernement central, un conflit entaché de massacres à caractère ethnique. 
Sans adversaire sérieux, le Parti de la prospérité dirigé par Abiy Ahmed remporte une large majorité des sièges.

## Contexte

### Ouverture démocratique

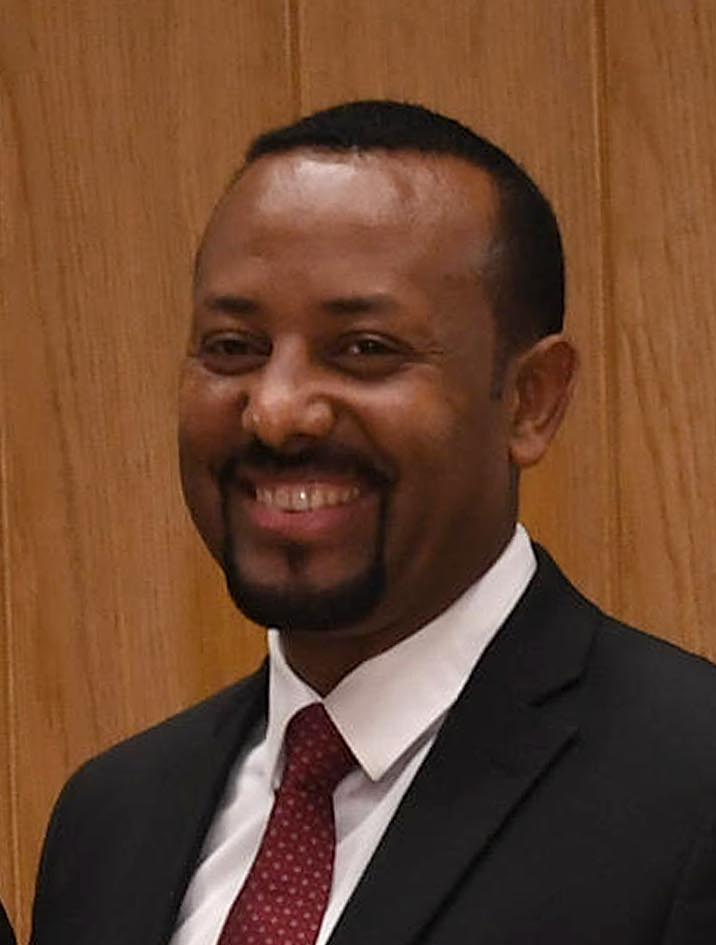
Le Premier ministre Abiy Ahmed, à l'origine d'une libéralisation politique du pays.

L’Éthiopie est dirigé depuis des décennies par la même coalition, le Front démocratique révolutionnaire du peuple éthiopien (FDRPE), qui conserve un pouvoir autoritaire sur le pays. La situation change début 2018 lorsque le pays est agité par des troubles socio-politiques qui conduisent en avril au report des élections municipales et à la démission du Premier ministre Haile Mariam Dessalegn. Le FDRPE nomme alors Abiy Ahmed au poste de Premier ministre d'Éthiopie le 2 avril 2018. Celui-ci se lance très vite dans un vaste programme de réformes, dont la libération de dissidents, une ouverture de l’espace démocratique ainsi que le retour à la paix avec l’Érythrée voisine, ce qui lui vaut une importante popularité et l'obtention le 11 octobre 2019 du Prix Nobel de la paix,,.
Le Premier ministre s'efforce également de réformer la coalition au pouvoir, le Front démocratique révolutionnaire du peuple éthiopien en une structure nationale centralisée, celui ci étant composé de quatre partis ethno-régionaux implantés indépendamment les uns des autres dans les régions des Oromos, Amharas, du Tigréens et des peuples du sud. À l'exception du Front de libération du peuple du Tigray, ceux ci sont fusionnés avec plusieurs partis mineurs en décembre 2019 en une seule formation : le Parti de la prospérité,.

### Difficultés internes et report
Le 22 juin 2019, une tentative de coup d’État a lieu dans la région d'Amhara, au nord-ouest de l'Éthiopie, avec pour objectif la chute du gouvernement régional. La tentative de putsch se traduit par les assassinats de plusieurs responsables politiques et militaires loyalistes à Baher Dar, et à Addis-Abeba, la plupart étant commis par un commando armé obéissant au commandant des forces de sécurité de l'Amhara, le général ethno-nationaliste Asaminew Tsige. Les assassinats sont suivis par des affrontements entre putschistes et loyalistes dans Baher Dar, remportés par les loyalistes, ce qui met fin à la tentative. Le général Tsige parvient à s'enfuir, mais est retrouvé et éliminé par la police éthiopienne le 24 juin.
La politique d'ouverture démocratique du Premier ministre est par ailleurs mise à l'épreuve lors du référendum sur la création d'une région Sidama organisé le 20 novembre 2019. Celui ci, approuvé à une écrasante majorité, prend la forme d'un test du gouvernement central, longtemps opposé aux revendications ethniques régionales, en amont des élections législatives. La bonne tenue du référendum et la reconnaissance de ses résultats par le gouvernement augure alors d'une poursuite de l'ouverture démocratique malgré les tensions internes.
Cette ouverture est en effet mise à rude épreuve en 2019, l’Éthiopie étant marquée par d'importants conflits ethniques. La libéralisation politique impulsée par Abiy Ahmed amène de nombreux groupes ethniques à revendiquer davantage de pouvoir, concentré depuis des décennies entre les mains de quelques ethnies. De nombreux conflits larvés entre ethnies éclatent fin 2018 à la suite de la levée soudaine du carcan de l'État policier, les tensions s'aggravant progressivement en une spirale de violences intercommunautaires, conduisant à des affrontements interethniques. L’Éthiopie compte alors 3 millions de déplacés internes,.
Initialement prévues pour le 29 août 2020, les élections sont reportées début mai à une date indéterminée en 2021 en raison de la pandémie de COVID-19 qui touche alors le pays,, avant d'être fixées au 5 juin 2021. Le 15 mai, arguant de difficultés logistiques, la commission électorale repousse à nouveau les élections à une date indeterminée, avant de les fixer au 21 juin,.

### Guerre au Tigré
Le Front de libération du peuple du Tigré (FLPT), qui dirige seul la région du Tigré, accuse le Premier ministre éthiopien Abiy Ahmed – un Oromo, ethnie la plus importante en Éthiopie – d’avoir progressivement marginalisé la minorité tigréenne (6 % de la population) au sein de la coalition au pouvoir que le parti a depuis quittée, se positionnant de facto dans l’opposition depuis 2018.
Il devient séparatiste à partir du report des législatives en août, puis lance le 4 novembre 2020 une attaque contre des bases des Forces de défense nationale éthiopiennes à Mekele, la capitale du Tigré, et à Dansha, une ville de l’ouest de la région. Le conflit armé entre la région et l'état central fait rapidement des centaines de morts. Le FLPT est dissous par le gouvernement fin janvier.

## Système électoral
La Chambre des représentants des peuples (Yehizbtewekayoch Mekir Bet) est la chambre basse du Parlement bicaméral de l'Éthiopie. Il est doté de 547 sièges pourvus pour cinq ans au scrutin uninominal majoritaire à un tour dans autant de circonscriptions. Sur ce total, 22 sièges sont réservés à des minorités ethniques reconnues,.
En raison de la guerre au Tigré, la commission électorale annonce en juin la non tenue du scrutin dans cette région, ainsi que son report au 6 puis au 30 septembre dans les régions Harar et Somali en raison d'irrégularités dans l'impression des bulletins de vote. Un total combiné de 63 sièges sur 547 ne sont ainsi pas pourvus lors du vote du 21 juin.

## Résultats
|                           |                                             |                    |                    |        |               |  |  |  |  |  |  |
| Parti                     | Parti                                       | Voix               | %                  | Sièges | +/-           |  |  |  |  |  |  |
|                           | Parti de la prospérité                      | 30 018 782         | 89,18              | 457    | 43            |  |  |  |  |  |  |
|                           | Citoyens éthiopiens pour la justice sociale | 1 007 136          | 2,99               | 4      | 4             |  |  |  |  |  |  |
|                           | Mouvement national Amhara                   | 658 579            | 1,96               | 5      | 5             |  |  |  |  |  |  |
|                           | Parti Enat                                  | 259 888            | 0,77               | 0      | en stagnation |  |  |  |  |  |  |
|                           | Parti Balderas                              | 228 187            | 0,68               | 0      | en stagnation |  |  |  |  |  |  |
|                           | Parti liberté et égalité                    | 123 278            | 0,37               | 0      | en stagnation |  |  |  |  |  |  |
|                           | Organisation de l'unité de toute l’Éthiopie | 119 036            | 0,35               | 0      | en stagnation |  |  |  |  |  |  |
|                           | Parti social démocratique éthiopien         | 114 364            | 0,34               | 0      | en stagnation |  |  |  |  |  |  |
|                           | Parti démocratique du peuple Gede'o         | 111 078            | 0,33               | 2      | 2             |  |  |  |  |  |  |
|                           | Parti démocratique éthiopien Hibir          | 49 168             | 0,15               | 0      | en stagnation |  |  |  |  |  |  |
|                           | Mouvement du pouvoir démocratique Amhara    | 39 460             | 0,12               | 0      | en stagnation |  |  |  |  |  |  |
|                           | Parti nouvelle génération                   | 30 781             | 0,09               | 0      | en stagnation |  |  |  |  |  |  |
|                           | Parti du peuple Afar                        | 28 605             | 0,08               | 0      | en stagnation |  |  |  |  |  |  |
|                           | Parti démocratique du peuple Kucha          | 24 192             | 0,07               | 1      | 1             |  |  |  |  |  |  |
|                           | Parti révolutionnaire du peuple éthiopien   | 21 870             | 0,06               | 0      | en stagnation |  |  |  |  |  |  |
|                           | Front démocratique du peuple Wolaita        | 20 434             | 0,06               | 0      | en stagnation |  |  |  |  |  |  |
|                           | Autres partis                               | 208 980            | 0,63               | 0      | –             |  |  |  |  |  |  |
|                           | Indépendants                                | 596 314            | 1,77               | 4      | 4             |  |  |  |  |  |  |
|                           | Sièges non pourvus                          | Sièges non pourvus | Sièges non pourvus | 122    | –             |  |  |  |  |  |  |
|                           |                                             |                    |                    |        |               |  |  |  |  |  |  |
| Suffrages exprimés        | Suffrages exprimés                          | 33 660 132         | 95,92              |        |               |  |  |  |  |  |  |
| Votes blancs et invalides | Votes blancs et invalides                   | 1 430 371          | 4,08               |        |               |  |  |  |  |  |  |
| Total                     | Total                                       | 35 090 503         | 100                | 547    | en stagnation |  |  |  |  |  |  |
| Abstentions               | Abstentions                                 | 4 305 265          | 10,93              |        |               |  |  |  |  |  |  |
| Inscrits / participation  | Inscrits / participation                    | 39 395 768         | 89,07              |        |               |  |  |  |  |  |  |

## Conséquences
Les résultats partiels annoncés le 10 juillet donnent le Parti de la prospérité vainqueur avec une large majorité des sièges. Les élections sont par la suite organisées dans 47 circonscriptions manquantes le 30 septembre. 
Le Premier ministre Abiy Ahmed se voit ainsi reconduit dans son mandat, l'assemblée nouvellement élue lui renouvelant sa confiance le 4 octobre,. Malgré ce succès, Le Premier ministre — dont l'image est sévèrement terni par les massacres ethniques au Tigré — fait face à l'isolement croissant de son pays sur la scène internationale, couplé à la mise en place de sanctions économiques.